# Cardiophorus syriacoides
Cardiophorus syriacoides là một loài bọ cánh cứng trong họ Elateridae. Loài này được Platia & Cate miêu tả khoa học năm 2001.